# Niżnia Galeria Cubryńska

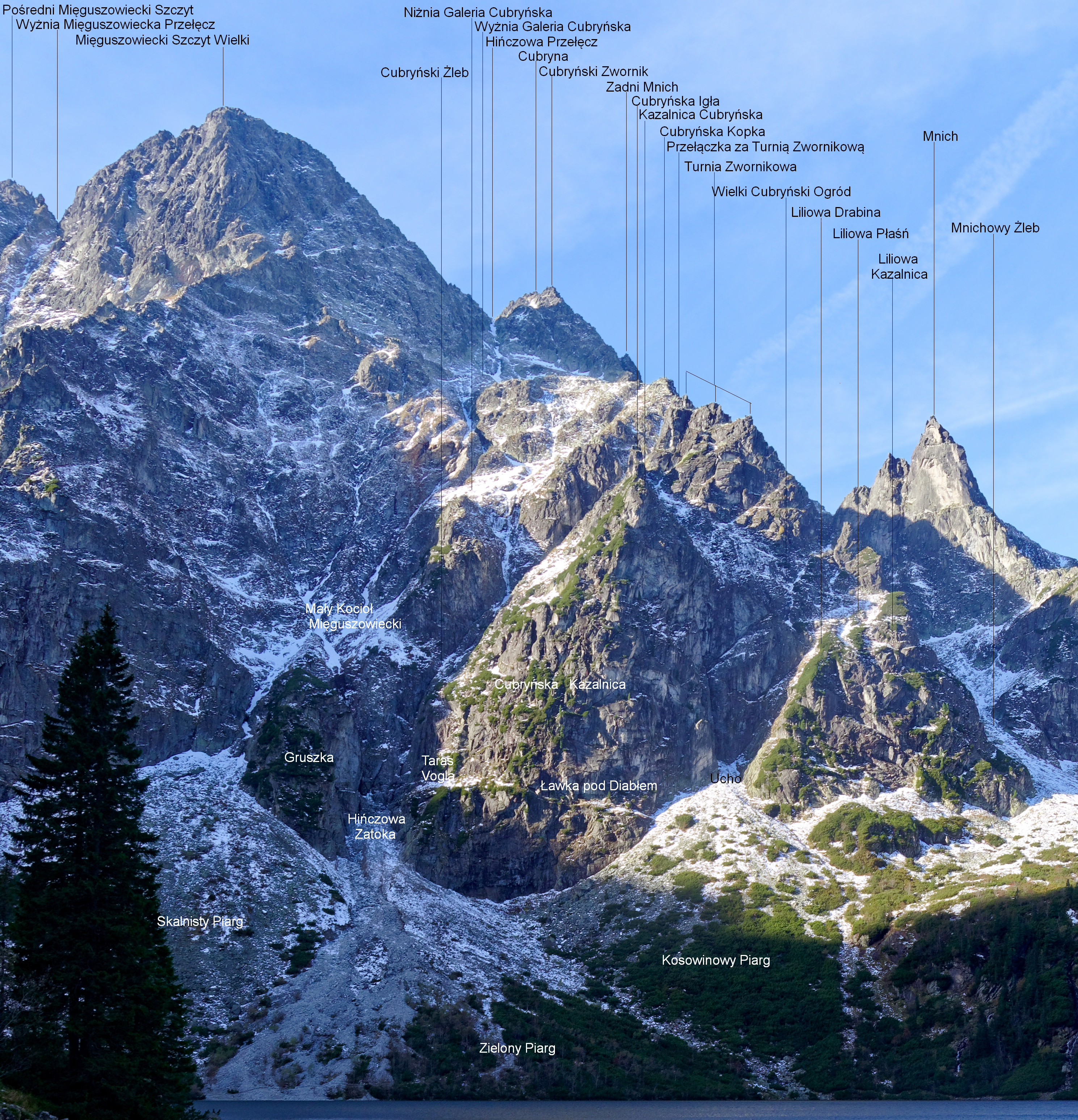

Niżnia Galeria Cubryńska (niem. Vordere Mönchtal Galerie, słow. Nižná čubrinská galéria, węg. Elülső-Csubrinai-terasz) – położony na wysokości około 1800–1920 m taras w masywie Cubryny w Tatrach Polskich. Znajduje się poniżej Wielkiej Galerii Cubryńskiej, oddzielony od niej średnio stromym pasem ścianek o wysokości około 150 m, przeciętym płytką, skalisto-trawiastą depresją. Od dołu taras ograniczony jest północno-wschodnią grzędą Cubryńskiej Kopki. Niżnia Galeria Cubryńska to trawnik o rozmiarach około 120 × 50 m, mniej stromy od pozostałej części ściany. Na wschód, do Małego Kotła Mięguszowieckiego opada z niego trawiasto-skalista ściana o wysokości dochodzącej do 160 m. Również na północ, do Cubryńskiego Żlebu opada ścianą. Ma ona podobną wysokość, lecz jest bardziej stroma. Ściany te oddzielone są biegnącym przez Niżnią Galerię Cubryńska niskim, ale wyraźnym i urwistym żebrem zanikającym w dolnym końcu galerii. Z Cubryńskiej Szczerbinki opada na Niżnią Galerię Cubryńską 100 metrowej długości żlebek.
Przez Niżnią Galerię Cubryńską prowadzą drogi wspinaczkowe.